# Nördåsvattnet
Nördåsvattnet är en sjö i Strömsunds kommun i Jämtland och ingår i Indalsälvens huvudavrinningsområde. Sjön har en area på 0,72 kvadratkilometer och ligger 313 meter över havet.

## Delavrinningsområde
Nördåsvattnet ingår i det delavrinningsområde (705674-149116) som SMHI kallar för Utloppet av Nördåsvattnet. Medelhöjden är 323 meter över havet och ytan är 4,1 kvadratkilometer. Räknas de 3 avrinningsområdena uppströms in blir den ackumulerade arean 19,33 kvadratkilometer. Vattendraget som avvattnar avrinningsområdet har biflödesordning 5, vilket innebär att vattnet flödar genom totalt 5 vattendrag innan det når havet efter 220 kilometer. Avrinningsområdet består mestadels av skog (54 procent) och sankmarker (27 procent). Avrinningsområdet har 0,72 kvadratkilometer vattenytor vilket ger det en sjöprocent på 17,6 procent.